# Gouy (Aisne)
Gouy é uma comuna francesa na região administrativa de Altos da França, no departamento de Aisne. Estende-se por uma área de 17,6 km². Em 2010 a comuna tinha 570 habitantes (densidade: 32,4 hab./km²).